# Tennessee (Bob Sinclar)
Tennessee è un singolo del DJ francese Bob Sinclar, pubblicato nel gennaio 2007 come terzo estratto dal quarto album in studio Western Dream.

## Descrizione
La canzone, in collaborazione con Farrell Lennon, insieme a World, Hold On e Love Generation, è fra quelle dalle sonorità più vicine al genere west, dove ha grande rilevanza la chitarra.